# La Puebla (El Barco de Valdeorras)
La Puebla (llamada oficialmente Santa María da Proba) es una parroquia y un lugar español del municipio de El Barco de Valdeorras, en la provincia de Orense, Galicia.

## Toponimia
La parroquia también es conocida por los nombres de Santa María da Pobla y Santa María de La Puebla.

## Organización territorial
La parroquia está formada por dos entidades de población:
- La Puebla (A Proba)
- Vegamolinos (Veigamuíños)

## Demografía

### Parroquia
| Gráfica de evolución demográfica de La Puebla (parroquia) entre 2000 y 2022 |
|                                                                             |
| Datos según el nomenclátor publicado por el INE.                            |

### Lugar
| Gráfica de evolución demográfica de La Puebla (lugar) entre 2000 y 2022 |
|                                                                         |
| Datos según el nomenclátor publicado por el INE.                        |